# Epimedium coactum
Epimedium coactum là một loài thực vật có hoa trong họ Hoàng mộc. Loài này được H.R.Liang & W.M.Yan mô tả khoa học đầu tiên năm 1990.